# Amata semidiaphana
Amata semidiaphana là một loài bướm đêm thuộc phân họ Arctiinae, họ Erebidae.